# تشرتش اند (تترنه)
تشرتش اند، تترنه (بيدفوردشير) (بالإنجليزية: Church End, Totternhoe)‏ هي قرية تقع في المملكة المتحدة في شرق انجلترا.